# Municipi de Hillerød
El municipi de Hillerød és un municipi danès de la Regió de Hovedstaden que va ser creat l'1 de gener del 2007 com a part de la Reforma Municipal Danesa, integrant els antics municipis de Skævinge i Hillerød a més del districte d'Uvelse de l'antic municipi de Slangerup (la resta va passar al municipi de Frederikssund). El municipi és situat al nord de l'illa de Sjælland abastant una superfície de 213 km². El llac d'Arresø és entre el municipi i els de Gribskov i Halsnæs, i el llac Esrum és a la confluència amb de Fredensborg i Gribskov.
La ciutat més important i la seu administrativa del municipi és Hillerød (29.683 habitants el 2009), a més és la seu de l'administració de la Regió de Hovedstaden. Altres poblacions del municipi són:
- Alsønderup
- Gadevang
- Gørløse
- Lille Lyngby
- Meløse
- Nødebo
- Nørre Herlev
- Ny Hammersholt
- Skævinge
- Store Lyngby
- Tulstrup
- Uvelse

## Consell municipal
Resultats de les eleccions del 18 de novembre del 2009:
| Partit                      | vots | % vots |
| --------------------------- | ---- | ------ |
| Socialdemokratiet           | 6534 | 26,3   |
| Det Radikale Venstre        | 915  | 3,7    |
| Det Konservative Folkeparti | 3496 | 14,1   |
| Socialistisk Folkeparti     | 3150 | 12,7   |
| Liberal Alliance            | 104  | 0,4    |
| Dansk Folkeparti            | 1482 | 6,0    |
| Fælleslisten                | 2154 | 8,7    |
| Venstre                     | 6987 | 28,1   |

### Alcaldes
| Alcalde        | Període               | Partit            |
| -------------- | --------------------- | ----------------- |
| Kirsten Jensen | 1-1-2007 a 31-12-2009 | Socialdemokratiet |
|                | 1-1-2010 a 31-12-2013 |                   |